# Lassing (Gemeinde Göstling)
Lassing ist eine Ortschaft und eine Katastralgemeinde der Gemeinde Göstling an der Ybbs im Bezirk Scheibbs in Niederösterreich.

## Geografie
Lassing liegt südlich unterhalb des Mendlingpasses am Knie des Mendlingbaches. Durch den Ort führt die Erlauftal Straße und im Ort zweigt eine Nebenstraße in die Promau ab. Der Ort setzt auf Fremdenverkehr. Im Mittelpunkt steht dabei der Mendlingbach mit der Erlebniswelt Auf dem Holzweg, die das Kleineisengewerbe der Eisenwurzen als Freilichtmuseum dokumentiert und eine der letzten bestehenden funktionierenden Holztriftanlagen Mitteleuropas betreibt.

## Geschichte
Laut Adressbuch von Österreich waren im Jahr 1938 in Lassing zwei Gastwirte, ein Gemischtwarenhändler, ein Schmied, ein Sodawassererzeuger, ein Tischler und mehrere Landwirte ansässig.

## Siedlungsentwicklung
Zum Jahreswechsel 1979/1980 befanden sich in der Katastralgemeinde Lassing insgesamt 132 Bauflächen mit 47.943 m² und 39 Gärten auf 24.351 m², 1989/1990 gab es 126 Bauflächen. 1999/2000 war die Zahl der Bauflächen auf 234 angewachsen und 2009/2010 bestanden 164 Gebäude auf 266 Bauflächen.

## Bodennutzung
Die Katastralgemeinde ist fast ausschließlich forstwirtschaftlich geprägt. 269 Hektar wurden zum Jahreswechsel 1979/1980 landwirtschaftlich genutzt und 2147 Hektar waren forstwirtschaftlich geführte Waldflächen. 1999/2000 wurde auf 238 Hektar Landwirtschaft betrieben und 2799 Hektar waren als forstwirtschaftlich genutzte Flächen ausgewiesen. Ende 2018 waren 229 Hektar als landwirtschaftliche Flächen genutzt und Forstwirtschaft wurde auf 2447 Hektar betrieben. Die durchschnittliche Bodenklimazahl von Lassing beträgt 21,3 (Stand 2010).

## Kultur und Sehenswürdigkeiten
- Katholische Pfarrkirche Mendling zu Lassing hl. Laurentius